# Tom Price
Tom Price è una città industriale che si trova nella regione del Pilbara, in Australia Occidentale. È la sede della Contea di Ashburton e la città più elevata dello Stato (747 metri sul livello del mare). Si trova circa 1.000 chilometri a nord di Perth.

## Descrizione
Fondata negli anni sessanta del secolo scorso, deve il suo nome a Thomas Moore Price, il vicepresidente della compagnia mineraria statunitense Kaiser Steel. Oggi l'attività estrattiva è la principale fonte economica della città, con le miniere possedute dal Rio Tinto Group. Un'altra importante fonte di reddito per Tom Price è il turismo, favorito dal fatto che la città è molto vicina al Parco nazionale Karijini, una meta molto popolare fra i turisti.